# Renato Lombardo
Renato Lombardo (Catania, 11 marzo 1965) è un ex lottatore italiano.

## Biografia
Nato nel 1965 a Catania, gareggiava nella lotta libera, nei pesi mediomassimi (90 kg).
Nel 1991 ha vinto la medaglia di bronzo nei 90 kg ai Giochi del Mediterraneo di Atene, chiudendo dietro al turco Kenan Şimşek e al greco Iraklis Deskoulidis.
A 27 anni ha partecipato ai Giochi olimpici di Barcellona 1992, nei 90 kg, vincendo nel girone eliminatorio 2 incontri (il 1º contro il cecoslovacco Jozef Palatinus (1-0) e lo spareggio per il 4º posto con il tedesco Ludwig Schneider (2-0), ottenendo inoltre un bye al 3º), pareggiando 0-0 al 2º contro il giapponese Akira Ōta e perdendo 6-1 al 4º con il cubano Roberto Limonta. Sconfitto nella finale per il 7º posto per decisione dal polacco Marek Garmulewicz, ha terminato 8º totale.
Nel 1995 ha vinto la medaglia d'argento nei 90 kg ai Mondiali militari di Roma.
In carriera ha preso parte anche a 2 Mondiali (miglior piazzamento il 9º posto di Tokyo 1990) e 5 Europei (miglior piazzamento il 5º posto di Stoccarda 1991).

## Palmarès

### Giochi del Mediterraneo
- 1 medaglia:
  - 1 bronzo (Lotta libera 90 kg ad Atene 1991)